# 1042
سنة 1042 كانت سنة بسيطة تبدأ يوم الجمعة (الرابط يظهر نموذج التقويم الكامل للسنة) من التقويم اليولياني.

## مواليد
- أوربانوس الثاني.
- سانشو راميريث.
- غارسيا الثاني ملك جليقية.

## وفيات
- أبو القاسم بن عباد
- عبد الله بن إسحاق البرزالي
- محمد بن عبد الله البرزالي
- ميخائيل الخامس الجلفاط
- هارديكانوت